# Reato omissivo improprio
Il reato omissivo improprio, nel diritto penale, si ha quando un evento delittuoso si è verificato per la condotta omissiva posta in essere da un soggetto che aveva l'obbligo di impedire l'evento stesso.

## Nel diritto italiano
Tale fattispecie è disciplinata dall'art. 40 ultimo comma, del Codice penale italiano.
Tale norma precisa che "non impedire un evento, che si ha l'obbligo giuridico di impedire, equivale a cagionarlo".
Tale previsione equipara la posizione di colui che commette attivamente un reato a quella di colui che commette il medesimo reato, ma non attraverso un'azione, bensì un'omissione.
L'omissione è qui intesa come un "non fare", cioè un rimanere inerti di fronte al verificarsi di un evento. L'agente, pertanto, è al pari di un "passivo osservatore".
Da rilevare come il legislatore punisca anche direttamente alcune tipologie di reato con condotta omissiva: si pensi ad esempio all'art. 593 c.p., che incrimina l'omissione di soccorso. In questi casi si parla di reati omissivi propri, in quanto espressamente previsti come tali dal diritto positivo.

### La ratio della norma
La ratio della norma di cui al 40 c.p., è da rinvenire nelle esigenze solidaristiche sottese al Codice Penale (anche detto "Codice Rocco", dal nome del Ministro Guardasigilli in carica in quegli anni) e che, con l'avvento dello stato di democrazia pluralista, hanno trovato un ulteriore referente normativo nell'art. 2 della Costituzione, volto a disegnare un ordinamento in cui non è sufficiente il mero adempimento di obblighi che richiedono un mero non fare (e scaturenti in fattispecie di reato di natura chiaramente commissiva in funzione della violazione di quell'obbligo), ma ove sono necessari pregnanti obblighi di fare in funzione della stessa convivenza sociale.

### Il presupposto dell'obbligo giuridico ad intervenire
L'art. 40 cpv. infatti pretende il comportamento attivo in determinati casi non da parte di qualsivoglia soggetto, bensì solo da parte di colui o coloro che sono titolari di un preciso "obbligo giuridico di impedire l'evento".
Il nesso che lega l'ambito di applicazione del 40 cpv. alla condotta omissiva di un certo soggetto, rendendola penalmente rilevante, è dunque dato dalla esistenza di questo presupposto. Art. 40 cp co. 2 riconduce un dato evento, causato da altri o da eventi naturali, a quei soggetti verso cui la legge disponeva di impedirlo.

#### Fonti dell'obbligo di impedire l'evento
Ai fini dell'imputazione dell'evento, non è necessaria la sussistenza di una obbligazione formale di impedire l'evento, bensì è sufficiente una posizione di garanzia del suo non verificarsi.
L'ordinamento riconosce a determinati soggetti una funzione di garanti nei confronti di determinati beni giuridici che non possono essere efficacemente tutelati dai loro rispettivi titolari, un esempio di scuola tipico è quello del genitore tenuto a proteggere l'integrità fisica del figlio non autosufficiente.

### Esempi di reati omissivi impropri
Ai fini della individuazione di fattispecie normative che rientrano nella classificazione di reato omissivo proprio è possibile citare l'art. 57 CP (Reati commessi col mezzo della stampa periodica) con il quale il legislatore con le seguenti parole intende sanzionare penalmente il comportamento omissivo del direttore (o vicedirettore) responsabile che omette di esercitare il controllo del periodico diretto. 
Art. 57 C.P.:
Salva la responsabilità dell'autore della pubblicazione e fuori dei casi di concorso, il direttore o il vicedirettore responsabile, il quale omette di esercitare sul contenuto del periodico da lui diretto il controllo necessario ad impedire che col mezzo della pubblicazione siano commessi reati, è punito, a titolo di colpa se un reato è commesso, con la pena stabilita per tale reato, diminuita in misura non eccedente un terzo. 
Altri esempi di reati omissivi impropri possono essere invece quello di Omicidio della madre che lascia morire il figlio per non averlo allattato, oppure quello del guidatore che non vincola il bambino al sistema di ritenuta per bambini in auto, oppure un medico che (volontariamente o per negligenza) causa per omissione la morte di un paziente sotto le sue cure.

## Quadro comparatistico

### Disciplina tedesca
Al paragrafo 13 del Strafgesetzbuch si stabilisce che chi omette di impedire un evento previsto dalla fattispecie di una norma penale è punibile secondo questa norma se era giuridicamente obbligato a impedire il verificarsi di questo evento.
Al 2° comma si autorizza una diminuzione facoltativa della pena rispetto a quella prevista per il reato commissivo tipicamente previsto.

### Disciplina francese
La legge penale francese non ha una disposizione specifica.
La soluzione francese, oltre ai casi previsti dalla legge, stabilisce che non esiste delitto commissivo mediante omissione.
Vi sono opzioni specifiche ed eccezionali, contenute nella parte speciale del codice, come all'art. 227-15 che sanzione chi essendo ascendente legittimo, naturale o adottivo di un minore di anni 15 lo priva degli alimenti o delle cure al punto di comprometterne la salute è punito con:
- reclusione fino a 7 anni;
- ammenda fino a 100.000 euro.

In più vi è la sentenza del Tribunale di Poitiers del 1930 nella quale stabilisce che l'inerzia non poteva equivalere alla commissione, decidere diversamente era corrispondente a decidere per analogia, la quale era vietata.

### Disciplina inglese
La responsabilità omissiva è un'elaborazione giurisprudenziale, la giurisprudenza elabora l'attribuzione della responsabilità omissiva per fatti commissivi e ha assegnato al verbo kill un'estensione da poter coprire ipotesi di morte cagionata mediante omissione.

## Testi normativi
- Codice penale